# Europæiske symboler
EU’s fem symboler er ifølge artikel I-8 i udkastet til “En forfatning for Europa”: 
- et flag, der indeholder en cirkel bestående af tolv gyldne stjerner på blå baggrund. 
- en hymne, der er hentet fra 4. sats af Ludwig van Beethovens niende symfoni. 
- et motto (eller en devise), der lyder “Forenet i mangfoldighed”. (På latin: In varietate concordia). 
- en mønt, der hedder euroen. 
- en Europa-dag, der skal fejres den 9. maj overalt i Unionen. 

EU-landenes godkendelse af EU's forfatningstraktat gik i stå efter nejet ved den franske folkeafstemning den 29. maj 2005 og efter nejet ved den hollandske folkeafstemning den 1. juni 2005.
Traktaten blev herefter redigeret og blev til Lissabontraktaten. Den blev ikke sendt til afstemning, men blev godkendt af politikerne i samtlige EU-lande, dog bortset fra Irland, der derfor skulle stemme som eneste land. Afstemningen blev holdt d. 12. juni 2008, og den 13. juni lå resultatet klart, at den irske befolkning havde stemt "nej". Det ligger derfor hen i det uvise, om traktaten kan gennemføres eller ej.
Bortset fra mottoet (devisen) er symbolerne dog allerede delvist i brug.